# HD 215121
HD 215121，又名CP-61 6676，SAO 255299、HR 8646，是一颗恒星，视星等为6.3，位于銀經326.89，銀緯-50.3，其B1900.0坐标为赤經22h 37m 48.4s，赤緯-61° -50.3′ 27″。